# Jánkmajtis
Jánkmajtis község Szabolcs-Szatmár-Bereg vármegyében, a Fehérgyarmati járásban. Jánk és Majtis községek egyesítésével keletkezett.

## Fekvése
A vármegye keleti részén, a Szamosközben fekszik.
Szomszédai: észak felől Darnó, északkelet felől Kisnamény, délkelet felől Császló, dél-délkelet felől Csegöld, dél felől Hermánszeg és Szamossályi, délnyugat felől Szamosújlak, nyugat felől Zsarolyán, északnyugat felől pedig Nagyszekeres és Kisszekeres. Csak kevés híja van annak, hogy nem szomszédja még a fentieken túl, kelet felől Gacsály is.

### Megközelítése
A településen – Majtis és Jánk településrészen egyaránt, mindkettő főutcájaként – végighalad, nagyjából északnyugat-délkeleti irányban a Beregdaróc-Csengersima közt húzódó 4127-es út, ezen érhető el a térséget átszelő mindhárom főút, a 41-es, a 491-es és a 49-es felől is.
A környező települések közül Szamossályival és Porcsalmával (illetve a 49-es főúttal) a 4138-as, Darnóval a 4141-es, Kisnaménnyal a 4142-es utak kötik össze.
Az ország távolabbi részei felől, érkezési iránytól függően leginkább Mátészalka érintésével, majd onnan vagy Fehérgyarmaton át a 491-es, vagy Porcsalma érintésével a 49-es főút felől célszerű megközelíteni a települést.
A hazai vasútvonalak közül a települést a MÁV 113-as számú Nyíregyháza–Mátészalka–Zajta-vasútvonala érinti, amelynek egy megállási pontja van itt. Jánkmajtis megállóhely Jánk településrész belterületének északnyugati szélén helyezkedik el, közúti elérését a 4127-es útból kiágazó 41 333-as számú mellékút teszi lehetővé.
A települést 1972-ig érintette a Jánkmajtis–Kölcse Gazdasági Vasút, amelynek egy megállási pontja és egy átrakója volt a vasútállomás mellett. A vonalat az 1968-as közlekedéspolitikai koncepció miatt szüntették meg.

## Nevének eredete
Jánk a János személynév becézett változata (első említésekor Jank alakban).
Majtis első említése a 14. században Tymátyus, 1429-ben már Maytis alakban.

## Története
A település neve az oklevelekben 1252-ben tűnik fel először a Jánkkal határos Gerecsény nevű birtokrész említésekor, melyet a Sártiván-Vecse nemzetség poroszlai ága nyert a királytól, azonban azt II. Gyula, a nemzetség beleegyezésével 1253-ban a Gutkeled nemzetség-beli Tibának adta át.
Az 1300-as évek elején birtokosa a Jánky család volt. 1315-ben a Barsa (Borsa) nemzetségbeliek birtoka. 1316-ban Károly Róbert a Borsa nemzetség tagjait birtokuktól hűtlenség miatt megfosztotta, és a birtokot Tamás beregi ispánnak adományozta. Az 1300-as évek végén a Jánky család birtoka, akiktől Zsigmond király 1387-ben elvette és a Garayaknak adta. Garai Miklós nádor azonban birtokrészét a váradi káptalannak adta. 1320-as évek végén a Majtisy családé.
A 15. század közepén több család, a Rosályi Kún, a Várday, és a Majtisy családok is birtokosok itt. 1521-ben a Várdayaké és a váradi káptalané fele-fele arányban. Az 1600–1700-as években a Lónyay család a település birtokosa, majd az 1700-as évek végén a Barkóczyaké lett.
A községben többször tartottak vármegyegyűlést: 1669-ben és 1719-ben. Az 1800-as évek közepén a Barkóczyak Jánky uradalmához tartozott, több településsel együtt, majd 1945-ig a Hadik-Barkóczy család volt birtokosa.
Majtis 1380-ban szerepelt először az írásokban, ekkori birtokosa a Maytisy család. A 17. század közepétől 1696-ig a szatmári várhoz tartozott, majd Vajai Vay Lászlóé. A Szamos gyakran elöntötte a települést, utoljára 1970-ben. 1905 tavaszán az egész község leégett.
Jánk és Majtis 1950-ben egyesült.

## Közélete

### Polgármesterei
- 1990–1994: Cséke László (KDNP-FKgP)[4][5]
- 1994–1998: Cséke László (KDNP-FKgP)[6][7]
- 1998–2002: Cséke László (független)[8][9]
- 2002–2006: Cséke László (független)[10][11]
- 2006–2010: Tar László (független)[12]
- 2010–2014: Győri József Bálintné (Fidesz-KDNP)[13]
- 2014–2016: Ország József (független)[14][15]
- 2016–2019: Szabó Ágnes (Fidesz)[16][17]
- 2019–2024: Szabó Ágnes (Fidesz-KDNP)[18]
- 2024– : Szabó Ágnes (Fidesz-KDNP)[1]

A településen 2016. augusztus 7-én időközi polgármester-választást (és képviselő-testületi választást) tartottak, az előző képviselő-testület önfeloszlatása miatt. A választáson a hivatalban lévő polgármester is elindult, de három jelölt közül csak a második helyet érte el.

## Népesség
A település népességének változása:
| Lakosok száma | 1710 | 1698 | 1736 | 1709 | 1659 | 1668 | 1638 |
|               | 2013 | 2014 | 2015 | 2021 | 2022 | 2023 | 2024 |

2001-ben a település lakosságának 67%-a magyar, 33%-a cigány volt.
A 2011-es népszámlálás során a lakosok 94,5%-a magyarnak, 15,2% cigánynak, 0,3% németnek, 1,9% románnak, 0,6% ukránnak mondta magát (5,3% nem nyilatkozott; a kettős identitások miatt a végösszeg nagyobb lehet 100%-nál). A vallási megoszlás a következő volt: római katolikus 15,2%, református 46,1%, görögkatolikus 13,9%, felekezeten kívüli 3,7% (13% nem válaszolt).
2022-ben a lakosság 88,6%-a vallotta magát magyarnak, 15,9% cigánynak, 0,3% ukránnak, 0,2% románnak, 0,1-0,1% görögnek és ruszinnak, 0,8% egyéb, nem hazai nemzetiségűnek (10,1% nem nyilatkozott; a kettős identitások miatt a végösszeg nagyobb lehet 100%-nál). Vallásuk szerint 10,7% volt római katolikus, 47% református, 13,6% görög katolikus, 6,1% egyéb keresztény, 0,1% evangélikus, 2,% felekezeten kívüli (19,2% nem válaszolt).

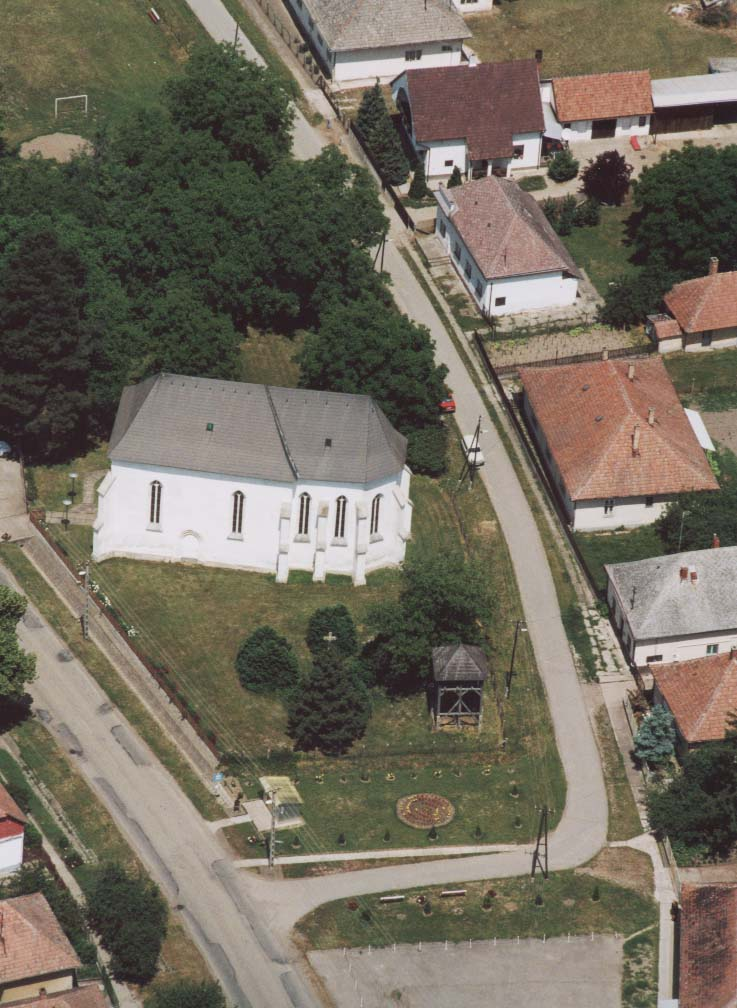
Római katolikus templom

## Műemléki védettségű épületek
- Római katolikus templom: gótikus, 15. század. A diadalívben gerendán álló Kálvária-szoborcsoport fából, barokk, 18. század.
- Görögkatolikus templom: 1855-ben épült, késő-klasszicista stílusban.
- Volt Vállyi-kastély: 18. század második felében épült, klasszicista stílusban.

A Vállyi-kastélyban 2005 óta vendégház működik Katus vendégház néven. Udvarán egy több száz éves platánfa található. A napjainkra már kiszáradt páfrányfenyő mellett 2 m-es tősarj látható. A községben áll a Vállyi család mauzóleuma is

## Természeti értékek
- A szőlőskert platánfái kb. 100 évesek.
- Jánki erdő: a 383 hektáron, a Tapolnak mellett fekvő erdő vegyes kőris-, szil-, és tölgycsoportjainak tisztásain nyaranta nyílik a ritka réti kardvirág. Az erdő természetvédelmi terület.

## Neves jánkmajtisiak
Itt született Végh Antal író (1933-2000).
Itt élt gyerekkorában Borbély Szilárd író.
Itt született és itt élt Tuba István, a Demokrata Néppárt országgyűlési képviselője.

## Szakirodalom, források
- Kiss Tamás: Építészettörténeti bejárások Északkelet-Magyarországon (1982) - Kézirat: KT-archiv-VeML